# Zalambdalestes
Zalambdalestes lechei
Genre
Espèce
Zalambdalestes est un genre fossile de mammifères euthériens qui ont vécu à la fin du Crétacé supérieur dans ce qui est aujourd'hui le désert de Gobi en Mongolie. La seule espèce rattachée à ce genre est Zalambdalestes lechei.

## Datation
Les restes fossiles de Zalambdalestes lechei ont été découverts sur les sites de Ukhaa Tolgod et Zos Wash, dans le bassin de Nemegt en Mongolie. Ils ont été extraits de sédiments de la formation de Djadokhta située dans le bassin de Nemegt, dans le Sud de la Mongolie. Cette formation qui date de la fin du Crétacé supérieur, serait plus précisément d’âge Campanien supérieur, c'est-à-dire il y a environ entre 80 et 72 Ma (millions d'années).

## Description

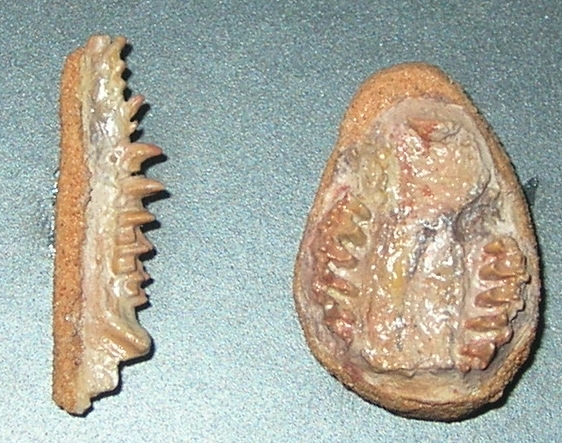
Mandibule et crâne, en vue ventrale, de Zalambdalestes lechei.
Longueur environ 5 centimètres.
Musée de l'évolution de l'Académie des sciences de Pologne à Varsovie.

L'allure générale de Zalambdalestes est celle d'une grande musaraigne d'une vingtaine de centimètres. Le museau de l'animal était allongé, les yeux très développés, mais le cerveau était minuscule. Le crâne est long d'environ 5 centimètres. Sa dentition révèle qu'il était, comme beaucoup d'autres mammifères du Mésozoïque, insectivore.

## Habitat
Au Crétacé supérieur, le désert de Gobi était une plaine verdoyante. Zalambdalestes vivait probablement dans les arbres. Il côtoyait une riche faune de dinosaures comme Velociraptor, Protoceratops, Saurolophus ou encore le théropode géant Tarbosaurus. Les ptérosaures étaient également très répandus.